# Inżynieria ortopedyczna
Inżynieria ortopedyczna – nauka o układzie ruchu człowieka i technicznych rozwiązaniach mogących ten ruch usprawnić lub umożliwić.
Nauka ta jest ściśle powiązana z innymi dziedzinami:
- anatomią
- medycyną
- inżynierią
- biomechaniką